# 프랑수아 시몽 (배우)
프랑수아 시몽(프랑스어: François Simon, 프랑스어 발음: [fʁɑ̃swa simɔ̃], 1917년 8월 16일~1982년 10월 5일)은 스위스의 배우이다.

## 작품 목록

### 영화
- 바실레우스 쿼터 (1983년)
- 비올란타 (1977년)
- 뤼미에르 (1976년)
- 투 다이 오브 러브 (1970년)
- 샤를을 찾아라 (1969년)